# Algrizea macrochlamys
Algrizea macrochlamys är en myrtenväxtart som först beskrevs av Dc., och fick sitt nu gällande namn av Carolyn Elinore Barnes Proença och Niclugh.. Algrizea macrochlamys ingår i släktet Algrizea och familjen myrtenväxter. Inga underarter finns listade i Catalogue of Life.